# Туткібаєва Гульжан Усамбеківна
Туткібаєва Гульжан Усамбеківна (нар.. 12 березня 1964, м. Алмати, Казахська РСР, СРСР) — казахська прима-балерина, хореограф, балетмейстер, артист балету, педагог, солістка (прима-балерина) балетної трупи (1982—2003 роки), балетмейстер (2009—2012 роки), художній керівник та головний балетмейстер Казахського державного академічного театру опери та балету імені Абая (з 2012 року), Народний артист Республіки Казахстан (1997), лауреатка Державної премії «Дарин» (1992), кавалер ордена «Құрмет» (2009), професор Казахської національної академії мистецтв імені Т. Жургенова (2010).

## Походження та навчання
Гульжан Туткібаєва народилася 12 березня 1964 року в місті Алмати, Казахської РСР. У 1974 році вступила до Московської академії хореографії. Закінчила академію в 1982 році і отримала середню професійну освіту (диплом з відзнакою) по кваліфікації «артист балету». У 2000 році закінчила Казахську національну академію мистецтв імені Т. Жургенова за спеціальністю «Режисура» (навчалась з 1996 року).

## Трудова діяльність
У 1982—2003 роках Гульжан Туткібаєва працювала солісткою (примою-балериною) балетної трупи Казахського державного академічного театру опери та балету імені Абая;
З 2001 року і по теперішній час також обіймає посаду завідувачки кафедри «Режисура хореографії» факультету «Хореографія» Казахської національної академії мистецтв імені Т. Жургенова.
У 2005 році була обрана художнім керівником балету КАТОб імені Абая (до 2007 року). З 2009 по 2012 роки Гульжан Туткібаєва працювала на посаді балетмейстера-постановника Казахського державного академічного театру опери та балету імені Абая.
З 2012 року і по теперішній час працює художнім керівником балету Казахського державного академічного театру опери та балету імені Абая і його головний балетмейстер.
Гульжан Туткібаєва виконує громадську діяльність, як член комісії з державних премій Республіки Казахстан та входить до художньої ради міністерства культури та спорту Республіки Казахстан.
Восени 2019 року артисти Казахського державного академічного театру опери та балету імені Абая вперше виступили у Великій Британії в залі театрі «Колізей».
англ. «Хвилювання дуже сильно відчувається. Тим більше, дійсно, ці вистави йдуть у всьому світі, різні виконавці. Звичайно, велика відповідальність, - розповіла Гульжан Туткібаева, головний балетмейстер. - Але ми хотіли показати, що у нашого театру велика історія, великі традиції, і ми можемо танцювати такі спектаклі. І не тільки, що ми можемо танцювати, а можемо привнести свої фарби і своє прочитання.»

## Творчість
- Масовий концертний номер на музику А. І. Хачатуряна з сюїти «Маскарад» (Казахський державний академічний театр опери та балету імені Абая, 2004 р.);
- Танцювальні номери у виставі «Абилай-хана» на музику Е. Р. Рахмадієва (КДАТОБ імені Абая, 2004 р.);
- Одноактний балет на музику А. Г. Шнітке «Сюїта в стилі Антіко» (КДАТОБ імені Абая, червень 2005 р.);
- Одноактний балет на музику Д. Д. Шостаковича «Чарлі» (КДАТОБ іменіАбая, 2005 р);
- Масовий концертний номер на музику С. С. Прокоф'єва «Вальс» (Казахська національна академія мистецтв імені Т. Жургенова, грудень 2008 р.);
- Дивертисмент на музику П. І. Чайковського (КДАТОБ імені Абая 2009 р.);
- Постановочна робота концертного номера з балету Левенсгольда «Сильфіда» до святкового заходу, присвяченого Дню незалежності Казахстану (м. Астана, 2009 р.);
- Постановка вистави «Лускунчик» П. І. Чайковського в новій редакції (КДАТОБ імені Абая, 2010 р.);
- Постановка танцювального номера в опері Р. Вагнера «Тангейзер» (м. Алмати, КДАТОБ імені Абая, листопад 2010 р.);
- Постановка номера на вечорі пам'яті професора М. Ж. Тлеубаєва (м. Алмати Державний республіканський уйгурський театр музичної комедії імені К. Кужамьярова, травень 2010 р.) ;
- Постановка і розробка ідеї вистави (кантати-балету) К. Орфа «Карміна Бурана» (КДАТОБ імені Абая, вересень 2012 р.) ;
- Постановка танцювальних фрагментів в опері «Кармен» (КДАТОБ імені Абая, травень 2015 р.);
- Постановка двоактної вистави «Легенди великого степу», на музику казахских композиторів (КДАТОБ імені Абая, червень 2015 р, до 550-річчя утворення Казахського ханства) ;
- Постановка двоактної вистави «Коппелія» Л. Деліба (КДАТОБ імені .Абая, травень 2017 р.).

## Нагороди та звання
- Народна артистка Республіки Казахстан (1997)
- Кавалер ордена «Курмет» (2009)
- Лауреат Державної премії «Дарин» (1992)
- Професор Казахської національної академії мистецтв імені Т. Жургенова (2010)
- Доцент мистецтвознавства Казахської національної академії мистецтв імені Т. Жургенова (2006)